# Ratas de túnel

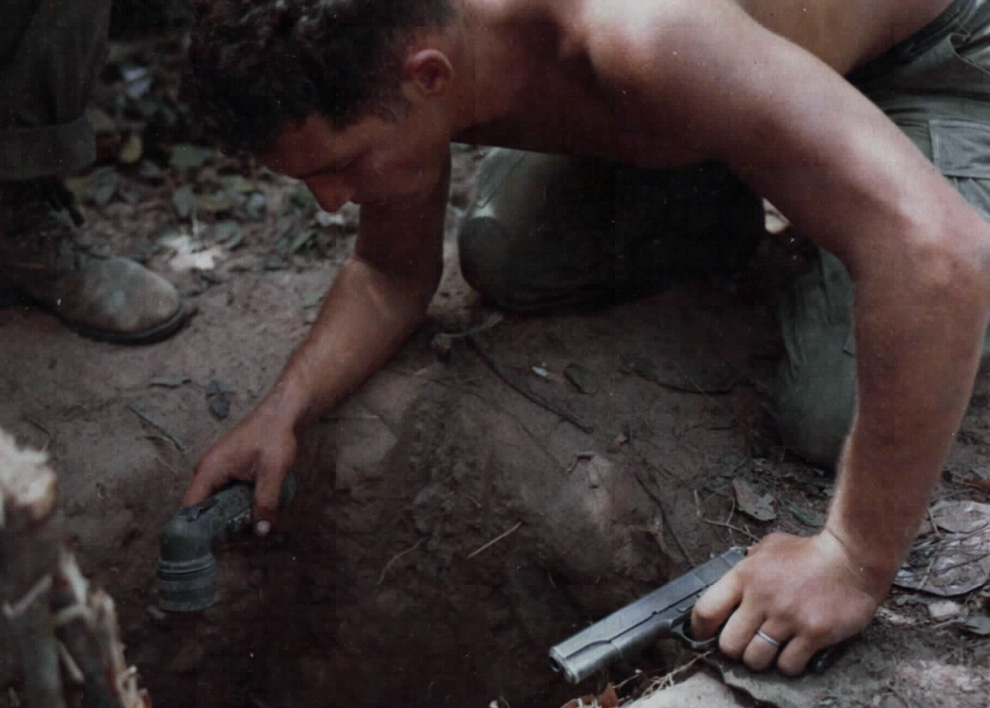
El Sargento Ronald A. Payne (Atlanta, GA), líder de escuadra de la Compañía A del Batallón del 5.º de Infantería Mecanizada de la 25.ª División de Infantería, revisa la entrada de un túnel antes de entrar para buscar a miembros del Viet Cong y sus pertrechos, durante la Operación Cedar Falls en los bosques HoBo, a 40 km al norte de Saigón. Fotografía tomada el 24 de enero de 1967.

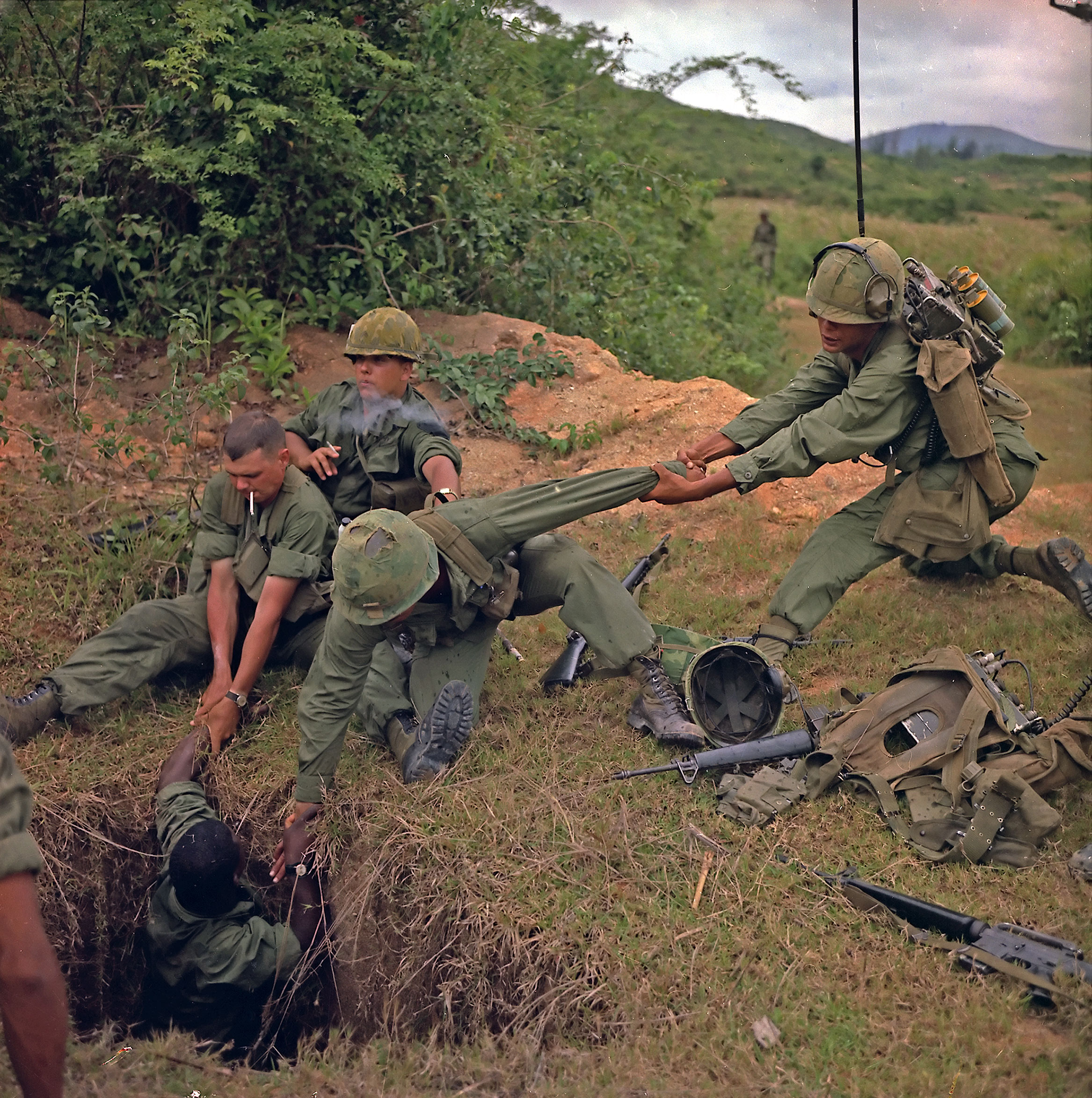
Un soldado desciende hacia un túnel durante la Operación Oregon en 1967.

En la guerra de Vietnam, ratas de túnel (tunnel rats en inglés) era el nombre que recibían los cuerpos de especialistas estadounidenses, australianos y neozelandeses que recorrían los túneles construidos por el Vietcong para explorarlos, obtener información de inteligencia, acabar con el enemigo y proceder a su destrucción.
Posteriormente, equipos similares fueron empleados por el Ejército soviético durante la guerra de Afganistán y por las Fuerzas de Defensa de Israel.

## Guerra de Vietnam
Durante la guerra de Vietnam, ser "rata de túnel" se volvió una especialidad más o menos oficial para soldados voluntarios, principalmente estadounidenses, australianos y neozelandeses. Su lema era la frase en latín "Non Gratum Anus Rodentum" - "no valer un ano de rata". Desde la década de 1940, durante la guerra contra las fuerzas coloniales francesas, el Viet Cong había creado un extenso sistema subterráneo de complejos y túneles. Para la década de 1960 existían hospitales subterráneos, terrenos de entrenamiento, almacenes, cuarteles generales y más. El Viet Cong, cuyos miembros tenían una gran experiencia en guerra de guerrillas, podían quedarse bajo tierra por varios meses. Los túneles eran su territorio.

### Descubrimiento de los túneles
La existencia de estos túneles tardó en ser descubierta por el Ejército estadounidense. Esto ocurrió en enero de 1966 durante la Operación Crimp, cuando un soldado se sentó sobre lo que él creía que era un escorpión y resultó ser el clavo de una trampilla que conducía a un vasto complejo de galerías subterráneas.
Los túneles disponían de almacenes, polvorines, arsenales, talleres, salas de estar, dormitorios e incluso algunos enfermerías, hospitales y puestos de mando.

### Tareas de los especialistas

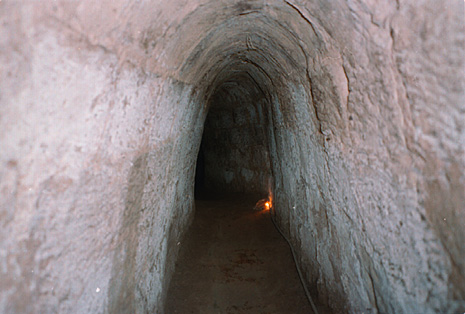
Parte de un sistema de túneles en Củ Chi.

La tarea de estos especialistas era muy dura; aparte de tener que arrastrarse por las galerías del túnel debían luchar a oscuras contra enemigos, minas, trampas cazabobos, agujeros con estacas punji camuflados (trozos de bambú afilados, embadurnados con excrementos), etc. También el Vietcong generalmente llevaba hasta los túneles los cuerpos de sus compañeros muertos, muchas veces los «ratas» tuvieron que reptar sobre cadáveres en descomposición o vadear en cloacas, de lo que se desprende que los «ratas» necesitaban mucho más que coraje para realizar esta labor.
No solamente había enemigos humanos, sino también criaturas peligrosas, tales como serpientes (incluso venenosas, que a veces eran empleadas como trampas cazabobos), ratas, arañas, escorpiones y hormigas. Los murciélagos de tumba con barba negra y los murciélagos enanos también se refugiaban en los túneles, aunque eran una molestia inofensiva si eran despertados. Con frecuencia en los túneles había sumideros en U inundados para capturar gas venenoso. Bajo tierra, el gas podía ser un arma sumamente letal y un rata de túnel podía optar por entrar a los túneles con su máscara antigás puesta, ya que sería imposible ponérsela en un túnel estrecho. Sin embargo, era más frecuente que un rata de túnel baje sin máscara antigás, ya que esta le dificultaba ver, oír y respirar en los estrechos y oscuros túneles.  
Los «ratas» bajaban a los complejos de túneles equipados con una bayoneta o cuchillo, una pistola M1911 y una linterna de codo. Habitualmente también llevaban a veces como parte de su equipo: explosivos, máscara antigás, granadas de gas lacrimógeno y muy rara vez equipos de comunicación (que por lo general eran rechazados por los «ratas», que preferían mantener sus sentidos alerta).
Debido al estrecho espacio en los túneles, a los «ratas» no les gustaba el intenso fogonazo que producía el cartucho .45 ACP,[cita requerida] que frecuentemente los dejaba temporalmente sordos y no era inusual que utilicen cualquier arma corta que pudiesen encontrar. Las pistolas de fabricación soviética que empleaba el enemigo eran apreciadas, pero eran escasas y con frecuencia los soldados escribían a sus hogares para que les envíen una pistola o revólver civil. Entre las pistolas favoritas estaban la Luger o la menos usual Walther P38 de doble acción, ambas de 9 mm. Muchas de estas habían sido llevadas a los Estados Unidos por soldados que regresaban de la Segunda Guerra Mundial. Otros intercambiaban sus pistolas por los revólveres que empleaban otras unidades. Muchos utilizaban silenciadores improvisados en sus pistolas para reducir aún más el ruido.[cita requerida] Un arma particularmente apreciada fue un revólver S&W Modelo 29 modificado, conocido como "revólver silencioso de propósito especial". Al contrario del Modelo 29 estándar, que dispara el cartucho .44 Magnum, el revólver silencioso de propósito especial disparaba un cartucho con pistón interno especialmente diseñado, del tamaño de un cartucho de escopeta .410. Este cartucho se parece a los posteriores diseños soviéticos, como los empleados por el revólver OTs-38 Stechkin. Además esto hizo que el revólver sea más ligero y útil en un espacio estrecho. Otra arma bastante apreciada fue la pistola Mk 22 Mod 0, una variante de la Smith & Wesson Modelo 39 conocida como la "Hush Puppy". Al contrario de la Smith & Wesson Modelo 39 estándar, la Mk 22 Mod 0 tenía un cargador de 14 cartuchos, una palanca para bloquear la corredera y un cañón roscado para poder instalarle un silenciador.
Solían ser escogidos entre soldados puertorriqueños o chicanos por su menor talla, pero también los hubo australianos y vietnamitas, entre ellos los "exploradores de Kit Carson" (desertores del VietCong). Un gran número de ellos no volvieron a ver la luz del sol, entre ellos fueron frecuentes los trastornos mentales y desequilibrios psíquicos debido al gran estrés producido en su difícil tarea (véase síndrome de Vietnam).

### Reglas de los «ratas de túnel»
- No abandonar nunca a un compañero herido en un túnel.[4]
- No disparar jamás más de tres tiros sin recargar.[4]

### Algunos «ratas de túnel» destacados
- Capitán Herbert Thorton
- Sargento Mayor Pete Rejo
- Robert "Batman" Batten (considerado uno de los más buscados por el VietCong)[4]

## Afganistán
Afganistán tiene una extensa red de túneles históricos empleados para transportar agua, el kariz, que durante la guerra de Afganistán (1978-1992) fueron empleados por los muyahidines. El 40.º Ejército soviético tenía sus propios ratas de túnel, cuya misión era expulsar a la gente de los túneles, para luego recorrerlos desactivando trampas cazabobos y eliminando a quienes aún se hallaban en estos. El Cuerpo de Marines de los Estados Unidos y los Royal Marines están involucrados en operaciones similares durante la actual guerra de Afganistán.

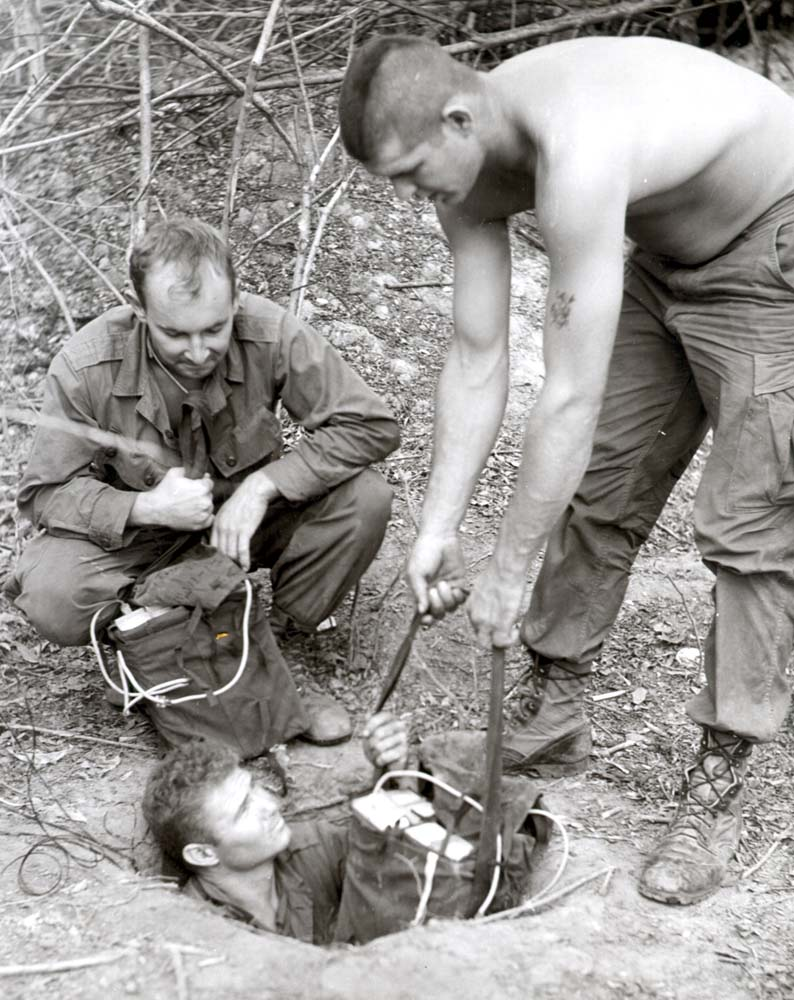
Ratas de túnel preparándose para instalar cargas de demolición y conectar sus cables detonadores.

## Israel
Un equipo similar, llamado SAMOOR ("Comadreja"), es parte de la unidad de élite de ingenieros de combate Yahalom.